# Mason (Michigan)
Mason – miasto w Stanach Zjednoczonych, w stanie Michigan, siedziba administracyjna hrabstwa Ingham.